# Wolfram Pichler
Wolfram Pichler (* 1968) ist ein österreichischer Kunsthistoriker.

## Leben
Pichler studierte Kunstgeschichte und Philosophie in Wien und München. Nach der Promotion 2000 an der Universität Wien war er 2000 Visiting fellow an der Harvard University (GSAS). 2003 und 2004 war er Postdoc-Stipendiat am Kunsthistorischen Institut in Florenz. Von 2012 bis 2013 arbeitete er am internationalen Kolleg für Kulturtechnikforschung und Medienphilosophie (IKKM) an der Bauhaus-Universität Weimar. Von April bis Juli 2013 war er Getty Scholar am Getty Research Institute. Nach der Habilitation 2015 an der Universität Wien mit der Arbeit „Kunsthistorische Beiträge zur Bildtheorie“ lehrt er dort als außerordentlicher Universitätsprofessor.
Seine Forschungsschwerpunkte sind Bildtheorie, Theorie und Geschichte der Zeichnung und Kunst seit ca. 1750.

## Schriften (Auswahl)
- Als Herausgeber mit Edith Futscher, Stefan Neuner und Ralph Ubl: Was aus dem Bild fällt. Figuren des Details in Kunst und Literatur (Friedrich Teja Bach zum 60. Geburtstag). München 2007, ISBN 3-7705-4347-5.
- Als Herausgeber mit Friedrich Teja Bach: Öffnungen. Zur Theorie und Geschichte der Zeichnung. München 2009, ISBN 978-3-7705-4763-0.
- Als Herausgeber mit Ralph Ubl: Topologie. Falten, Knoten, Netze, Stülpungen in Kunst und Theorie. Wien 2009, ISBN 978-3-85132-556-0.
- Zusammen mit Ralph Ubl: Bildtheorie zur Einführung. Hamburg 2018, ISBN 978-3-88506-074-1.